# Catharina Jansdr. Oly
Catharina Trijn Jansdr. Oly (geboren 8. Mai 1585 in Amsterdam; gestorben 29. März 1651 in Haarlem) war eine niederländische Autorin.

## Leben
Catharina Jansdr. Oly wurde am 8. Mai 1585 in Amsterdam geboren. Sie war die Tochter von von Jan Jansz. Oly und Anna Jacobs Nobel. Catharina Oly blieb unverheiratet. Trijn Oly wurde in eine wohlhabende und strenggläubige katholische Familie geboren. Ihr Vater war wahrscheinlich Ölhändler, ihre Mutter eine Tochter von Jacob Cornelis Nobel, Ratsherr und Bürgermeister von Amsterdam. Jan Jansz. Oly besaß Land im neuen Stadtgebiet an der Egelantiersgracht, von dem er 1617 einen Teil für den Bau des St. Andrieshofje bestimmte. Auch ein zuvor verstorbener Onkel hatte ein Erbe hinterlassen. Der Hof war für 66, später für 40 bedürftige römisch-katholische Witwen vorgesehen. Im Jahr 1623 wurde eines seiner Häuser in eine katholische Kirche umgewandelt. In dieser Kirche diente Jacob Oly (oder Olaeus), ein jüngerer Bruder von Catherine, der Priester in der niederländischen Mission war.
Bereits als junges Mädchen fühlte sich Catharina Oly zum spirituellen Leben hingezogen. Ihr Möglichkeiten waren im kurz zuvor protestantisch gewordenen Holland jedoch begrenzt. Ein Kloster im Ausland zog sie nicht in Betracht. Als sie siebzehn Jahre alt war, gaben ihre Eltern ihr die Erlaubnis, der Haarlemer Jungfrauenversammlung „in de Hoek“ beizutreten, nach dem Viertel in der Nähe der Bakenessergracht in Haarlem. Diese Jungfrauen bildeten ab 1582 eine Gruppe halbreligiöser Frauen, die unter der geistlichen Führung eines Priesters ein Leben der Kontemplation mit praktischer Arbeit im Dienste der sich neu organisierenden katholischen Gemeinde verbanden. Sie legten keine feierlichen Gelübde ab und sorgten selbst für ihren Lebensunterhalt.
Durch ihre Familie war Catharina Oly vermögend, zudem war sie intelligent und tatkräftig. Während ihrer ersten Jahre in der Gemeinschaft wurden ihr vorwiegend praktische Aufgaben zugewiesen. Sie wurde zur Küsterin ernannt und musste die viel genutzte Kirche reinigen und sich um die Verzierungen am Altar kümmern. Sie begleitete den Gesang im Gottesdienst auf einem nicht näher bezeichneten Musikinstrument. Mit mehreren Gefährten las sie täglich die lateinischen Stundenbücher der Priester. All dies lässt auf eine gute Ausbildung schließen, die sie erhalten haben muss. Diese Ausbildung ermöglichte ihr das Studium spiritueller Literatur. Neben erbaulichen Werken spielten dabei Heiligenviten eine besondere Rolle. Von ihrem Vorgesetzten erhielt sie die Erlaubnis, die gesamte Bibel zu lesen.
Oly widmete sich der Wohltätigkeit, wie es auch andere wohlhabende Jungfrauen taten. Sie nähten und flickten Kleidung für die Armen, sowohl für Mitjungfrauen als auch für Familien außerhalb der Versammlung, und insbesondere für die Mädchen, die das Internat der Haarlemer Gemeinschaft besuchten. Diese Schule betreute auch bedürftige Waisen und Halbwaisen, oft Kinder, die in der Obhut protestantischer Verwandter Gefahr liefen, ihren katholischen Glauben zu verlieren. Das Nähen und Flicken war für diese Jungfrauen nicht nur ein Akt der Nächstenliebe, sondern auch eine Übung in Demut, ebenso wie das Sauberhalten der schorfigen Köpfe der Waisenmädchen.

### Novizenmutter und Autorin
Catharina Oly wurde 1625 von der Oberin zur geistlichen Mutter eines Hauses, in dem sich mehrere Jungfrauen einen Haushalt teilten, ernannt. Dieses Haus diente als Novizenhaus, angehende Novizen wurden in das Leben in der Gemeinschaft eingeführt. Nachdem sie beigetreten waren, blieben sie eine Weile dort, um die Disziplinen zu erlernen. Es ist wahrscheinlich, dass diese Funktion als Novizenmutter Catharina Oly dazu veranlasste, die „Leben der Maechden“ zu schreiben: drei Quartbände mit jeweils etwa vierhundert Folios, mit Nachrufen auf ihre verstorbenen Mitschwestern. Die Lebensläufe sind in der Reihenfolge der Todesfälle aufgeführt, wobei bei mehreren Todesfällen in einer Familie diese immer erst nach dem Tod der zuletzt verstorbenen Schwester aufgeführt wurden. Die Biografien der ersten Generation sind so kurz, dass der erste Teil von „Levens der Maechden“ den Charakter eines Retroprojekts zu haben scheint. Oly hatte es sich bereits, bevor sie selbst Novizin wurde, zur Gewohnheit gemacht, die Predigten der Oberinnen der Versammlung aufzuschreiben. Insbesondere schrieb sie die Trauerpredigten für ihre verstorbenen Mitschwestern nieder. Von diesen Schriften sind jedoch keine erhalten. Erst in den Teilen 2 und 3 der „Leben der Mädchen“, die sie als Novizin schrieb, werden den Biografien die Trauerpredigten beigefügt.
Die von ihr verfassten Biografien sind hagiografisch geprägt. Es werden mehr die Tugenden der Verstorbenen beschrieben, als dass es sich um eine Biografie handelt. Sie dienten mehr als Vorbilder für die Novizinnen. Oly begründete ihre Arbeit damit, dass sie die Lebensläufe verstorbener Mitschwestern als Vorbilder für geeigneter hielt, als die Leben der Heiligen, in dem sich immerhin viele wundersame Dinge ereignet hätten. „Aber was ich beschreibe, können wir leicht nachvollziehen, denn wir haben es mit eigenen Augen gesehen.“ Sie beschrieb die Verstorbenen daher, trotz aller Betonung von Heiligkeit und Distanz, als ganz normale Menschen und vor dem Hintergrund der alltäglichen Realität ihrer Zeit. In ihren Beschreibungen kommen die familiären Beziehungen eben so vor, wie die soziale Herkunft, die guten und schlechten Charaktereigenschaften und ihren Aktivitäten und ihrem täglichen Leben bekamen die gleiche Aufmerksamkeit wie die Tugenden, die Frömmigkeitsübungen, die guten Werke und die gelegentlichen religiösen Zweifel. Infolgedessen vermitteln die Lebensbeschreibungen ein besonders farbenfrohes Bild des Lebens im späten 16. und in der ersten Hälfte des 17. Jahrhunderts, geschrieben aus der Sicht der Frau.
Im Alter wurde Catharina Oly taub und in ihren letzten Lebensjahren entwickelte sich ein Gangrän an den Händen, welches dazu führte, dass ihre Finger verfaulten und teilweise amputiert werden mussten. So konnte sie über einige der Frauen, die in ihren letzten Jahren starben, keine weiteren Biografien mehr verfassen. Es führte auch niemand ihre Arbeit weiter, nur über sie selbst wurde am Ende ihres dritten und letzten Teils der Leben der Mädchen noch eine Hommage hinzugefügt. Diese wurde wahrscheinlich von der Dichterin Maria van Wieringen geschrieben. Catharina Oly starb am 29. März 1651 in Haarlem.